# Adriano Teixeira
Adriano Félix Teixeira (nacido el 7 de abril de 1973 en Fortaleza, Brasil) es un exfutbolista brasileño. Jugaba de defensor y su primer club fue el Ferroviária.

## Carrera
Comenzó su carrera en 1992 jugando para el Ferroviária. En ese año se pasó al Recife, en donde jugó hasta el año 1996. Ese año se fue a España para formar parte de las filas del Celta de Vigo, jugando en ese club hasta 1997. En ese año regresó a Brasil para unirse al Fluminense. Jugó para ese equipo hasta 1998. En ese año regresó a España para jugar por segunda vez en el Celta de Vigo, en donde estuvo hasta 1999. En ese año se transformó en el refuerzo de la SD Compostela, estando ligado al equipo hasta el año 2003. En ese año se pasó al CYD Leonesa. Jugó para el equipo hasta 2004. En 2005 regresó nuevamente a Brasil para jugar en el Vasco da Gama. En ese año se fue al Santa Cruz, en donde finalmente se retiró.

## Clubes
| Club          | País   | Año       |
| ------------- | ------ | --------- |
| Ferroviária   | Brasil | 1992      |
| Recife        | Brasil | 1992-1996 |
| Celta de Vigo | España | 1996-1997 |
| Fluminense    | Brasil | 1997-1998 |
| Celta de Vigo | España | 1998-1999 |
| SD Compostela | España | 1999-2003 |
| CYD Leonesa   | España | 2003-2004 |
| Vasco da Gama | Brasil | 2005      |
| Santa Cruz    | Brasil | 2005-2007 |